# Han Na-lae
Han Na-lae (kor. 한나래, * 6. Juli 1992 in Incheon) ist eine südkoreanische Tennisspielerin.

## Karriere
Han gewann bisher 13 Einzel- und 28 Doppeltitel auf Turnieren der ITF Women’s World Tennis Tour. Bei den KIA Korea Open 2014 in Seoul stand sie dank einer Wildcard des Veranstalters zum ersten Mal im Hauptfeld eines WTA-Turniers.
Im September 2018 gelang ihr bei den KEB Hana Bank Korea Open der erste Doppelsieg bei einem WTA-Turnier zusammen mit ihrer Partnerin Choi Ji-hee.
Seit 2014 spielt sie für die südkoreanische Fed-Cup-Mannschaft; ihre Fed-Cup-Bilanz weist inzwischen 20 Siege bei 21 Niederlagen aus.

## Turniersiege

### Einzel
| Nr. | Datum             | Turnier    | Kategorie   | Belag     | Finalgegnerin         | Ergebnis      |
| --- | ----------------- | ---------- | ----------- | --------- | --------------------- | ------------- |
| 1.  | 14. August 2011   | Taipeh     | ITF $10.000 | Hartplatz | Emi Mutaguchi         | 6:3, Aufgabe  |
| 2.  | 3. November 2013  | Seoul      | ITF $25.000 | Hartplatz | Kim Da-hye            | 6:4, 6:4      |
| 3.  | 8. März 2015      | Port Pirie | ITF $15.000 | Hartplatz | Jang Su-jeong         | 3:6, 6:4, 6:2 |
| 4.  | 26. Dezember 2015 | Bangkok    | ITF $25.000 | Hartplatz | Risa Ozaki            | 6:2, 6:4      |
| 5.  | 22. Mai 2016      | Goyang     | ITF $25.000 | Hartplatz | Harriet Dart          | 6:3, 6:2      |
| 6.  | 10. Juli 2016     | Yuxi       | ITF $25.000 | Hartplatz | Lu Jiaxi              | 5:7, 6:1, 6:3 |
| 7.  | 21. Mai 2017      | Incheon    | ITF $25.000 | Hartplatz | Luksika Kumkhum       | 7:62, 7:5     |
| 8.  | 24. Juni 2018     | Daegu      | ITF $25.000 | Hartplatz | Misaki Doi            | 5:2 Aufgabe   |
| 9.  | 14. April 2019    | Osaka      | ITF W25     | Hartplatz | Wang Xiyu             | 7:5, 3:6, 6:3 |
| 10. | 2. Juni 2019      | Incheon    | ITF W25     | Hartplatz | Anastassija Gassanowa | 6:3, 6:0      |
| 11. | 9. Juni 2019      | Daegu      | ITF W25     | Hartplatz | Haruna Arakawa        | 6:1, 6:2      |
| 12. | 23. Januar 2022   | Monastir   | ITF W25     | Hartplatz | Katherine Sebov       | 6:3, 6:2      |
| 13. | 13. November 2022 | Yokohama   | ITF W25     | Hartplatz | Miyu Katō             | 7:5, 6:0      |

### Doppel
| Nr. | Datum              | Turnier    | Kategorie         | Belag             | Partnerin       | Finalgegnerinnen                          | Ergebnis          |
| --- | ------------------ | ---------- | ----------------- | ----------------- | --------------- | ----------------------------------------- | ----------------- |
| 1.  | 21. November 2009  | Manila     | ITF $10.000       | Hartplatz         | Yoo Mi          | Czarina-Mae Arevalo Katharina Lehnert     | 6:0, 6:3          |
| 2.  | 7. Mai 2011        | Hyderabad  | ITF $10.000       | Hartplatz         | Lee So-ra       | Sowjanya Bavisetti Natasha Palha          | 6:3, 6:2          |
| 3.  | 1. Februar 2013    | Antalya    | ITF $10.000       | Sand              | Lee Jin-a       | Eva Fernández-Brugués Isabella Schinikowa | 6:3, 6:3          |
| 4.  | 30. März 2013      | Nishi-Tama | ITF $10.000       | Hartplatz         | Kang Seo-kyung  | Eri Hozumi Makoto Ninomiya                | 6:4, 64:7, [10:6] |
| 5.  | 29. Juni 2013      | Gimcheon   | ITF $10.000       | Hartplatz         | Yoo Mi          | Kim Yun-hee Yoo Jin                       | 3:3 Aufgabe       |
| 6.  | 2. November 2013   | Seoul      | ITF $25.000       | Hartplatz         | Yoo Mi          | Yu Min-hwa Kim Sun-jung                   | 2:6, 6:3, [10:6]  |
| 7.  | 16. März 2014      | Shenzhen   | ITF $10.000       | Hartplatz         | Yoo Mi          | Natela Dsalamidse Polina Leikina          | 6:1, 6:1          |
| 8.  | 10. Mai 2014       | Incheon    | ITF $25.000       | Hartplatz         | Yoo Mi          | Noppawan Lertcheewakarn Melis Sezer       | 6:1, 6:1          |
| 9.  | 18. Juli 2014      | Phuket     | ITF $25.000       | Hartplatz (Halle) | Yoo Mi          | Akari Inoue Lee Ya-hsuan                  | 6:4, 6:3          |
| 10. | 31. Mai 2015       | Changwon   | ITF $25.000       | Hartplatz         | Yoo Mi          | Mana Ayukawa Makoto Ninomiya              | 6:3, 6:1          |
| 11. | 13. Juni 2015      | Goyang     | ITF $25.000       | Hartplatz         | Yoo Mi          | Liu Chang Lu Jiajing                      | 6:1, 7:5          |
| 12. | 24. Juli 2015      | Zhengzhou  | ITF $25.000       | Hartplatz         | Jang Su-jeong   | Liu Chang Zhang Ling                      | 6:0, 6:3          |
| 13. | 9. April 2016      | Changwon   | ITF $25.000       | Hartplatz         | Yoo Mi          | Lu Jiajing Elise Mertens                  | 4:6, 6:3, [10:7]  |
| 14. | 2. April 2017      | Kōfu       | ITF $25.000       | Hartplatz         | Luksika Kumkhum | Erina Hayashi Robu Kajitani               | 6:3, 6:0          |
| 15. | 12. Mai 2018       | Goyang     | ITF $25.000       | Hartplatz         | Lee So-ra       | Ulrikke Eikeri Akiko Omae                 | 6:2, 5:7, [10:2]  |
| 16. | 19. Mai 2018       | Incheon    | ITF $25.000       | Hartplatz         | Kim Na-ri       | Chang Kai-chen Hsu Ching-wen              | 5:0 Aufgabe       |
| 17. | 23. September 2018 | Seoul      | WTA International | Hartplatz         | Choi Ji-hee     | Hsieh Shu-ying Hsieh Su-wei               | 6:3, 6:2          |
| 18. | 9. März 2019       | Yokohama   | ITF W25           | Hartplatz         | Choi Ji-hee     | Rutuja Bhosale Akiko Omae                 | 6:1, 7:5          |
| 19. | 13. April 2019     | Osaka      | ITF W25           | Hartplatz         | Choi Ji-hee     | Hsu Ching-wen Wang Xiyu                   | 6:4, 5:7, [10:8]  |
| 20. | 1. Juni 2019       | Incheon    | ITF W25           | Hartplatz         | Choi Ji-hee     | Kanako Morisaki Minori Yonehara           | 6:3, 6:3          |
| 21. | 16. November 2019  | Tokio      | ITF W100          | Hartplatz         | Choi Ji-hee     | Haruka Kaji Junri Namigata                | 6:3, 6:3          |
| 22. | 20. März 2021      | Antalya    | ITF W15           | Sand              | Lee So-ra       | Jessie Aney Park So-hyun                  | 4:6, 7:5, [10:4]  |
| 23. | 10. Juli 2021      | Lissabon   | ITF W25           | Hartplatz         | Momoko Kobori   | Ingrid Gamarra Martins Ma Shuyue          | 6:3, 6:1          |
| 24. | 26. Dezember 2021  | Seoul      | WTA Challenger    | Hartplatz (Halle) | Choi Ji-hee     | Réka Luca Jani Valentini Grammatikopoulou | 6:4, 6:4          |
| 25. | 30. Januar 2022    | Monastir   | ITF W25           | Hartplatz         | Eudice Chong    | Hanna Kubarawa Marija Timofejewa          | 7:5, 6:3          |
| 26. | 26. März 2022      | Canberra   | ITF W60           | Sand              | Jang Su-jeong   | Yūki Naitō Moyuka Uchijima                | 3:6, 6:2, [10:5]  |
| 27. | 4. Juni 2022       | Changwon   | ITF W25           | Hartplatz         | Choi Ji-hee     | Lee Ya-hsuan Wu Fang-hsien                | 6:3, 4:6, [15:13] |
| 28. | 11. Juni 2022      | Incheon    | ITF W25           | Hartplatz         | Choi Ji-hee     | Lee Ya-hsuan Wu Fang-hsien                | 5:7, 6:4, [10:6]  |
| 29. | 1. April 2023      | Kōfu       | ITF W25           | Hartplatz         | Jang Su-jeong   | Georgina García Pérez Eri Hozumi          | 6:0, 6:4          |
| 30. | 6. Mai 2023        | Gifu       | ITF W80           | Hartplatz         | Jang Su-jeong   | Lee Ya-hsuan Wu Fang-hsien                | 7:63, 2:6,[10:8]  |
| 31. | 24. Juni 2023      | Gaiba      | WTA Challenger    | Rasen             | Jang Su-jeong   | Weronika Falkowska Katarzyna Piter        | 6:3, 3:6, [10:6]  |

## Abschneiden bei Grand-Slam-Turnieren

### Einzel
| Turnier         | 2015 | 2016 | 2017 | 2018 | 2019 | 2020 | 2021 | 2022 | 2023 | Karriere |
| --------------- | ---- | ---- | ---- | ---- | ---- | ---- | ---- | ---- | ---- | -------- |
| Australian Open | —    | —    | Q1   | —    | Q1   | 1    | Q2   | —    | Q2   | 1        |
| French Open     | —    | —    | Q1   | —    | Q1   | —    | Q1   | Q1   | Q1   | —        |
| Wimbledon       | —    | —    | Q1   | —    | —    |      | Q1   | Q1   | Q1   | —        |
| US Open         | Q1   | Q2   | Q1   | —    | Q2   | —    | —    | —    | 1    | 1        |

Zeichenerklärung: S = Turniersieg; F, HF, VF, AF = Einzug ins Finale / Halbfinale / Viertelfinale / Achtelfinale; 1, 2, 3 = Ausscheiden in der 1. / 2. / 3. Hauptrunde; Q1, Q2, Q3 = Ausscheiden in der 1. / 2. / 3. Qualifikationsrunde; nicht ausgetragen